# Eudule bimacula
Eudule bimacula là một loài bướm đêm trong họ Geometridae.